# M. David Mullen

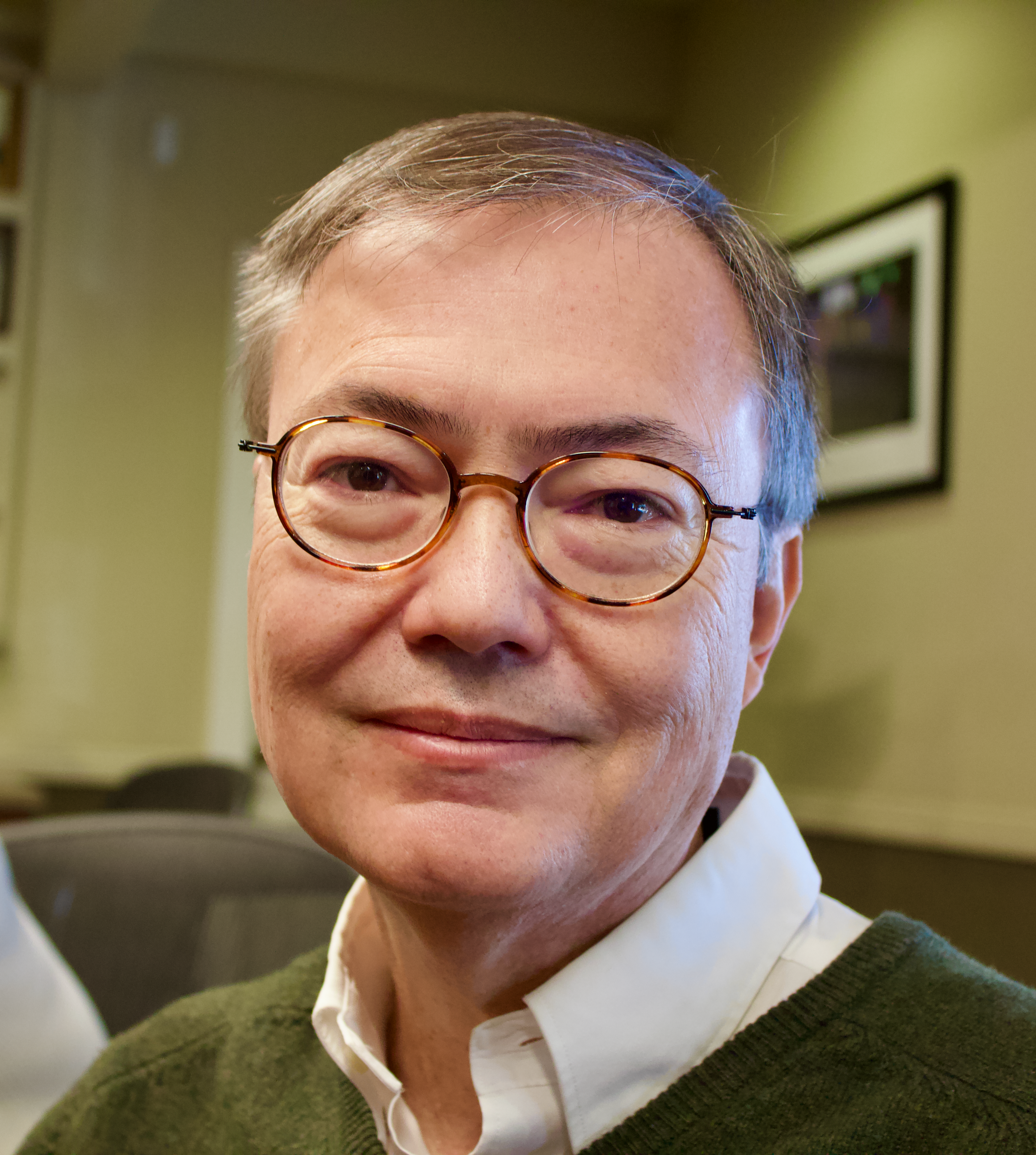
M. David Mullen, 2023

Merritt David Mullen III (* 26. Juni 1962 in Iwakuni, Japan, in Credits M. David Mullen, ASC) ist ein japanischer Kameramann und Mitglied der American Society of Cinematographers. Seine bekanntesten Werke sind Astronaut Farmer und Jennifer’s Body, 2000 und 2004 war er mit Twin Falls Idaho bzw. Northfork für den Independent Spirit Award nominiert.

## Leben
Mullen studierte von 1988 bis 1991 am California Institute of the Arts (CalArts), nachdem er zuvor einen Master of Fine Arts an der UCLA in Englischer Literatur erwarb. Als er im Alter von 27 am CalArts sein zweites Studium begann verfügte er nach eigenen Angaben über rund zehn Jahre autodidaktisch erworbene Erfahrungen als Filmemacher. Das US-amerikanische Magazin American Cinematographer war neben dem Besuch von Filmvorführungen dabei maßgeblich beteiligt.

## Filmografie

### Film
- 1996: The Last Big Thing
- 1999: Twin Falls Idaho
- 2001: Ritual
- 2001: Jackpot
- 2003: Northfork
- 2003: A Foreign Affair
- 2004: Spy Girls – D.E.B.S. (D.E.B.S.)
- 2005: Shadowboxer
- 2006: Astronaut Farmer (The Astronaut Farmer)
- 2008: Solstice
- 2008: Lange Beine, kurze Lügen und ein Fünkchen Wahrheit … (Assassination of a High School President)
- 2009: Jennifer’s Body – Jungs nach ihrem Geschmack (Jennifer’s Body)
- 2009: Stay Cool – Feuer & Flamme (Stay Cool)
- 2013: Big Sur
- 2016: The Love Witch

### Fernsehserien
- 2007: Big Love (7 Episoden)
- 2009–2011: Taras Welten (United States of Tara, 23 Episoden)
- 2012: Smash (14 Episoden)
- 2014: Mad Men (1 Episode)
- 2014: Extant (2 Episoden)